# 巴德鑫
巴德鑫（1990年6月14日—），生于黑龙江哈尔滨，是一名中國男子冰壺運動員。

## 生平
他曾代表中國參加俄羅斯索契舉行的2014年冬季奥林匹克运动会，最終獲得第四名。